# Aureliano Vieira Werneck Machado
Aureliano Vieira Werneck Machado (Valença, RJ, 1863 – Rio de Janeiro, 24 de setembro de 1929) foi um médico brasileiro.
Doutorado em medicina pela Faculdade de Medicina do Rio de Janeiro em 1886. Foi eleito membro da Academia Nacional de Medicina em 1898, na presidência de Antonio José Pereira da Silva Araújo, ocupando a Cadeira 84, que tem Manuel Dias de Abreu como patrono.